# Quebrada La Poblada
Quebrada La Poblada är ett vattendrag i Colombia.   Det ligger i departementet Antioquía, i den centrala delen av landet, 240 km nordväst om huvudstaden Bogotá.